# 알렉산더의 별

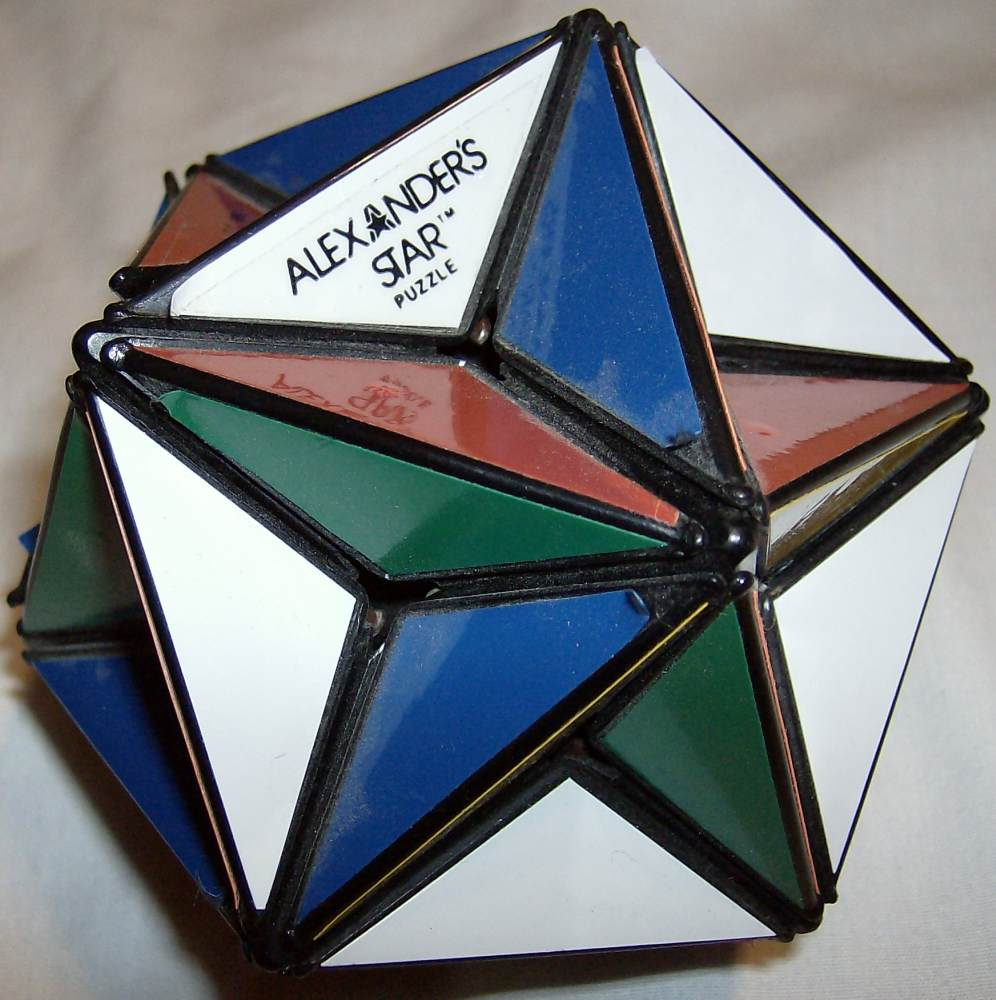
완성된 알렉산더의 별.

알렉산더의 별은 큰 십이면체의 형태를 하는 루빅스 큐브와 유사한 퍼즐이다.

## 역사
알렉산더의 별은 1982년에 미국의 수학자 아담 알렉산더(Adam Alexander)에 의해서 고안되었다. 이것은 1985년 3월 26일에 미국 특허 번호 4,506,891을 취득하고 Ideal Toy Company에 팔았다.
이것은 두 변형이 생겼다: 면이 색칠된 것이나 스티커가 붙은 것이다. 퍼즐의 디자인은 스티커를 계속해서 사용하고 있었기 때문에, 색칠된 변형은 나중에 나온 것일 것이다.

## 설명
퍼즐은 바깥쪽 꼭짓점을 중심으로 별모양의 그룹이 회전하여 움직이는 조각이 30개가 있다. 퍼즐의 목표는 움직이는 조각들을 재배열해서 각각의 별이 같은 색을 가지는 다섯 면으로 둘러싸이게 하고 반대쪽 별도 같은 색으로 둘러싸이게 하는 것이다. 이것은 여섯 가지 색을 가진 메가밍크스를 푸는 것과 같다.
이것은 풀기에 이상한 퍼즐이고 어떻게 해야하는 것인지를 모르면 절대로 완성된 것처럼 보이지 않는다. 이 퍼즐은 각각의 평행한 평면 쌍이 한 색깔만을 가지게 될 때 풀린 것이다. 하지만 평면을 보기 위해서는 위에 "있었던" 다섯 조각의 색을 봐야 한다, 그렇지 않으면 풀고 있는 평면의 색과 다를 수도 있다.
큰 십이면체가 슐레플리 기호로 {5,5/2}인 것처럼 오각형 영역을 면으로 보면 목표는 모든 면이 단색이여야 하고 반대쪽 면과 색이 같아야 하는 것이다.

## 조합
모서리 조각이 30개가 있고, 각각은 두 방향으로 위치할 수 있어서 이론적인 최대 수는 30!×230가지 조합이다. 이 값은 다음의 이유 때문에 도달할 수 없다:
1. 모서리의 위치는 짝순열만 가능하기 때문에, 가능한 모서리 배열을 30!/2으로 줄인다.
2. 마지막 모서리의 방향은 나머지 모서리의 방향에 의해서 결정되므로, 모서리 방향의 수를 229으로 줄인다.
3. 완성된 퍼즐의 반대쪽 면이 같은 색깔이기 때문에 각 모서리 조각은 복제된다. 15쌍을 모두 바꾸는 것(홀순열)은 불가능하므로, 줄어든 수 214가 적용된다.
4. (기준점이 되는 고정된 면 중앙 조각이 없어서) 퍼즐의 방향이 없기 때문에, 최종 숫자를 60으로 나눈다. 첫 번째 모서리의 위치와 방향이 60가지가 있지만, 면 중앙 조각이 없기 때문에 모두 동일하다.

이것은 총 {\displaystyle {\frac {30!\times 2^{15}}{120}}\approx 7.24\times 10^{34}}가지의 가능한 조합을 준다.
정확한 수는 72431714252715638411621302272000000 (대략 724 구(溝))이다.

## 같이 보기
- 루빅스 큐브
- 조합 퍼즐
- 기계적 퍼즐